# Coppa Italia 2000-2001 (hockey in-line)
La Coppa Italia 2000-2001 è stata la 2ª edizione della principale coppa nazionale italiana di hockey in-line. 
Il Polet Trieste si è aggiudicato il trofeo per la prima volta nella sua storia sconfiggendo in finale i Draghi Torino.

## Partite

### Finale
| Squadra 1     | Risultato | Squadra 2     |
| ------------- | --------- | ------------- |
| Polet Trieste | 6 - 5     | Draghi Torino |